# 摩洛哥國旗
摩洛哥國旗 是一面紅旗，纵横比例為2比3。中央飾有一顆綠色空心五角星，1956年3月2日啟用，2005年3月2日，缩小绿五角星图案的新国旗成为现行摩洛哥国旗。
中央的绿色五角星是在1915年由法国总督于贝尔·利奥泰为阿拉维王朝君主设计的，五角分别象征爱、真理、和平、自由和正义。

## 现行旗帜
- 摩洛哥民用旗
- 摩洛哥军用旗
- 摩洛哥王國旗(2005--至今)
- 摩洛哥海军舰艏旗
- 摩洛哥王國皇家旗幟

## 历史旗帜
- 瓦塔斯王朝
- 萨阿德王朝
- 里夫共和国
- 西属摩洛哥
- 法属摩洛哥
- 丹吉爾國際區
- 摩洛哥蘇丹國/王国，1956-2005